# UUM-44 Subroc
Die UUM-44 Subroc (kurz für Submarine-Launched Rocket) war eine US-amerikanische von Unterseebooten zu startende Anti-U-Boot-Waffe aus der Zeit des Kalten Krieges.

## Geschichte
Die UUM-44 SUBROC der United States Navy wurde in den 1950er-Jahren von der Goodyear Tire & Rubber Company gefertigt und war bis zum Ende des Kalten Krieges in Dienst. Die ersten Tests fanden 1959 statt, der erste Abschuss von einem U-Boot erfolgte am 28. März 1963 von der Permit; zur Indienststellung kam es jedoch erst 1965. Bis 1972 produzierte Goodyear 400 Einheiten der Waffe.
Das Nachfolgemodell UUM-125 Sea Lance gelangte nie über den Projektstatus hinaus. Vergleichbar sind die sowjetischen/russischen SS-N-15- und SS-N-16-Raketentorpedos.

## Technik
Die SUBROC hatte die Form und Größe eines Torpedos und konnte von U-Booten aus den 533-mm-Standard-Torpedorohren abgefeuert werden. Nach dem Verlassen des Torpedorohres zündete der Raketenmotor und trieb die Lenkwaffe zur Wasseroberfläche. Nach dem Durchstoßen der Wasseroberfläche folgte die Lenkwaffe einer ballistischen Flugbahn. Die Lenkwaffensteuerung erfolgte über ein Trägheitsnavigationssystem. Im vorprogrammierten Zielgebiet wurde der Nuklearsprengkopf abgestoßen. Die nukleare Wasserbombe detonierte in einer vorselektierten Wassertiefe. Der W55-Nuklearsprengkopf wog 306 Kilogramm und hatte eine maximale Sprengleistung von 250 Kilotonnen TNT-Äquivalent. Damit lag der Wirkungsradius der Waffe bei etwa 9 Kilometern um den Detonationspunkt. Somit konnte die Waffe auch gegen ganze Überwasser-Flottenverbände eingesetzt werden, obwohl sie primär als Waffe gegen U-Boote konstruiert war.

## Einsatz
Die SUBROC wurde auf den U-Booten der Klassen Thresher (Permit), Sturgeon und Los Angeles mitgeführt, aber niemals im Gefecht abgefeuert.

## Abwandlungen
Das Triebwerk der SUBROC-Rakete diente als Basis zur Entwicklung der Pilot-(NOTSnik)-Satellitenrakete.